# Kasprowe Wywierzysko
Kasprowe Wywierzysko – wywierzysko w polskich Tatrach Zachodnich. Znajduje się na wysokości 1388 m n.p.m. w dolinie Stare Szałasiska, będącej wschodnią odnogą Doliny Kasprowej. Położone jest w orograficznie lewym zboczu Starych Szałasisk, poniżej miejsca, w którym łączą się dwa niewielkie potoki; jeden z nich spływa głównym ciągiem Starych Szałasisk, drugi ich odnogą – Zielonym Koryciskiem.
Jest to średniej wielkości wywierzysko. Maksymalna jego wydajność nie przekracza 100 l/s. Woda z wywierzyska spływa niewielkim potokiem o długości około 40 m, który uchodzi do Kasprowego Potoku jako jego lewy dopływ.